# Tattoo (Van Halen)
Tattoo è un singolo del gruppo musicale statunitense Van Halen, il primo estratto dall'album A Different Kind of Truth e pubblicato il 10 gennaio 2012.
Il singolo è inoltre la prima canzone del disco, e da esso è stato tratto anche un videoclip.
La canzone mostra somiglianze con Down in Flames, brano che i Van Halen eseguirono dal vivo nel loro tour del 1978, ma che non incisero ufficialmente su nessun disco.

## Classifiche
| Classifica (2012)             | Posizione massima |
| ----------------------------- | ----------------- |
| Canada                        | 62                |
| Canada (digital)              | 61                |
| Giappone                      | 14                |
| Stati Uniti                   | 67                |
| Stati Uniti (digital)         | 57                |
| Stati Uniti (mainstream rock) | 16                |
| Stati Uniti (rock)            | 16                |
| Stati Uniti (rock digital)    | 10                |

## Formazione
- David Lee Roth – voce, sintetizzatore
- Eddie van Halen – chitarra, cori
- Wolfgang van Halen – basso, cori
- Alex van Halen – batteria